# Contenimento del neonato
Il contenimento del neonato è una tecnica che consiste nell'avvolgere il bambino in fasce in modo da creare un ambiente rassicurante e confortevole. 

## Motivazioni per contenere
La tecnica del contenimento ha lo scopo di far rivivere al neonato le sensazioni di benessere e protezione che provava all'interno del grembo materno. Il contatto fisico e la percezione della vicinanza ad un'altra persona agevolano inoltre la conoscenza reciproca tra il bambino e il genitore, favorendo il benessere del bambino e riducendo le situazioni di disagio, le quali vengono spesso manifestate attraverso il pianto.
Gli eventi più comuni che possono essere percepiti come stressanti nei neonati sani sono i rumori, provenienti sia dall'esterno che dall'interno del corpo, il senso di fame oppure quello di stanchezza.
Nel caso dei neonati cosiddetti “irritabili” o nei bambini prematuri, il bisogno del contenimento è maggiore, in quanto sono più sensibili e più fragili, ed è per loro più complicato confortarsi autonomamente. Di fronte agli stimoli quotidiani possono reagire con un pianto inaspettato, con movimenti scattosi o con tremolii, e il contenimento può aiutarli a tranquillizzarsi. 

## Metodi
Esistono due metodi per contenere il bambino: il metodo dell’holding e il metodo dell’avvolgimento. 

### Holding
Il metodo dell'holding (ovvero del “tenere”) consiste nell'utilizzo delle mani e del corpo di un adulto per rendere stabile il corpo del neonato, che potrebbe essere in uno stato di agitazione, e allo stesso tempo per rafforzare l'emotività del bambino. È fondamentale contenere il bambino tra le braccia, facendo in modo che ci sia contatto tra la sua pancia e quella dell'adulto, sorreggendo il capo, le spalle e le gambe tra le mani evitandone il movimento. Così facendo l'adulto stesso diviene il luogo sicuro del neonato.
Anche quando il neonato non presenta nessun sintomo di disagio, può essere utile posare una mano sul suo capo oppure raccogliere le sue gambe verso il petto, aiutandolo a rilassarsi.

### Avvolgimento
Questo metodo veniva usato già nell'antichità e consiste nell'avvolgere il neonato in fasce apposite o in un lenzuolo morbido.
Viene solitamente utilizzato sui neonati con meno di due mesi per favorire l'interazione con i genitori, per conciliare il sonno o per diminuire lo stato di agitazione del bambino. 
Per avvolgere il piccolo è necessario porre il tessuto di forma quadrata in diagonale su una superficie piana, con l'angolo in corrispondenza della testa ripiegato verso il basso.  Il neonato va posizionato con la testa poggiata sopra l'estremità ripiegata, con le braccia e le gambe leggermente flesse, in modo che possa toccare con le mani il proprio viso e la bocca. Dopodiché si posiziona il neonato su un fianco e si procede ad avvolgere il tessuto attorno al corpo del bambino, prestando particolare attenzione alla mobilità delle gambe. Infatti, una fasciatura troppo stretta potrebbe portare allo sviluppo di displasia  o di una dislocazione dell'anca. 
Il volto deve restare scoperto, avendo cura che il bambino non senta troppo caldo.

## Pratiche consigliate
- Controllare sempre come il neonato reagisce di fronte allo stimolo che gli è stato dato. Se il bambino smette di piangere, di corrugare la fronte o si addormenta, vuol dire che si sta procedendo correttamente
- Evitare tocchi o movimenti bruschi sia quando si afferra che quando si posa il neonato
- Rivolgersi al neonato con un tono di voce basso e tranquillo, con un'espressione del volto sorridente, aiutandolo a mantenere la calma
- Prima del contatto con il neonato assicurarsi di non avere le mani troppo fredde
- Far riposare il bambino in un ambiente silenzioso e piuttosto buio

## Babywearing
Il termine Babywearing, letteralmente indossare il bambino,  si riferisce alla pratica di trasportare il bambino con sé al di fuori dell'abitazione, avvolgendolo attorno al proprio corpo grazie a supporti appositi come fasce o marsupi.
Si tratta di una tecnica molto antica e utilizzata in tutto il mondo per permettere alle madri di portare con loro il bambino per accudirlo mentre svolgevano attività lavorative. Era utile anche al piccolo, in quanto abbracciando la madre e percependo calore, odori o rumori come il respiro e il battito cardiaco, risperimentava ciò che provava all'interno del grembo della madre. 

### Benefici
Indossare una fascia porta-bebè implica numerosi benefici, sia psicologici che fisici, sia per la madre che per il bambino. 

### Benefici psicologici
- Aiuta a prevenire la depressione post-partum in quanto la vicinanza con il bambino stimola la produzione di ossitocina (ormone anti-depressivo) che favorisce l'allattamento
- Fortifica il rapporto tra genitore e figlio
- Consente al genitore di imparare a provare empatia nei confronti del bambino
- Permette all'adulto di soddisfare il bisogno del bambino di vicinanza e di contatto
- Riduce le crisi di pianto nel bambino
- Consente al bambino di ricevere un fondamentale supporto emotivo grazie al continuo contatto con l'adulto. Infatti, durante le situazioni percepite come pericolose e che mettono a rischio la sicurezza personale, il bambino si aspetta che le principali figure di attaccamento si mostrino disponibili a risolvere il suo disagio. Così facendo, il bambino si sentirà amato, acquisendo sicurezza e sarà capace di far fronte alle difficoltà. Contrariamente, il bambino che non riceverà le giuste attenzioni nei momenti di difficoltà, svilupperà un'immagine di sé come persona non degna di attenzioni, e che dunque potrà contare solo sulla sua persona, attivando meccanismi difensivi di negazione del suo affetto.

Alcuni studi hanno mostrato un legame tra il comportamento del genitore e lo sviluppo del bambino. Genitori in grado di creare un rapporto in sintonia, che forniscono affetto e sicurezza al bambino in modo da aiutarlo a superare paure e ansia, crescono figli meglio adattati dal punto di vista sociale, con maggiore fiducia in sé e negli altri. Al contrario, o genitori che si mostrano resistenti al contatto fisico e incapaci di soddisfare il bisogno di affetto, avranno figli con una bassa capacità di socializzare, che tendono ad isolarsi.

### Benefici fisici e pratici
- Permette di usare le mani senza i vincoli dati dal bambino quando lo si tiene in braccio
- Migliora lo sviluppo neuro-motorio del bambino
- Favorisce un corretto sviluppo delle anche
- Consente alla madre di svolgere attività fisica
- Riduce la plagiocefalia (appiattimento del capo) in quanto si riducono i momenti in cui il bambino ha il capo poggiato
- Migliora il sonno
- Fa sì che il bambino sviluppi il senso dell'equilibrio, fondamentale per il mantenimento della posizione aderente al corpo materno
- Permette al bambino di mantenere un'adeguata temperatura corporea
- Potenzia l'efficacia terapeutica nei bambini con disabilità o prematuri
- Riduce i fastidi dovuti alle coliche o al reflusso gastroesofageo
- Consente di distribuire meglio il peso, alleggerendo il carico su schiena, spalle e ginocchia

## Tipi di fasce
Esistono diversi tipi di fasce da utilizzare a seconda dell'età e dello sviluppo motorio del bambino.
L'unica fascia consigliata nelle prime settimane di vita del bambino è la fascia elastica, la quale regge fino ad un peso massimo di 8 kg e consente di portare il bambino offrendogli un contatto pancia a pancia con il genitore. Quando il bimbo è capace di reggere il capo autonomamente (intorno ai 3-4 mesi) si passa alla fascia rigida, la quale consente di portare il bambino non solo davanti ma anche di lato o sulla schiena.
Esistono fasce più pratiche da indossare, come il Ring, una fascia con un anello che permette di effettuare una legatura molto rapida, ideale per gli spostamenti brevi.
Un'alternativa alla fascia può essere il marsupio, che varia a seconda dell'età e del peso del bambino. È formato da una sacca in tessuto dotata di lacci da agganciare alla schiena o alla vita. Il Mei tai è invece un incrocio tra una fascia e un marsupio, in quanto permette di creare un contatto corpo-corpo come le fasce, ma allo stesso tempo non implica l'uso di legature e dunque è veloce da indossare.

## Precauzioni
Nonostante le fasce siano molto pratiche, durante il loro utilizzo è necessario avere alcune accortezze per garantire la sicurezza del bambino: 
- Non posizionare il bambino con il viso rivolto verso l'esterno piuttosto che verso il corpo del genitore
- Non utilizzare le fasce durante attività che potrebbero essere pericolose per il bambino, come cucinare, guidare, andare in bicicletta o in moto
- Non immergersi in mare, piscina o vasca da bagno con il bambino fasciato
- Verificare con attenzione che le vie respiratorie del neonato non siano coperte dal tessuto
- Non utilizzare le fasce nella posizione culla, ovvero con il bambino posto orizzontalmente rispetto al corpo del genitore
- Controllare sempre l'integrità delle fasce in modo da evitarne la rottura
- Effettuare la legatura vicino ad un letto o un divano o chiedere aiuto a qualcuno finché non viene acquisita la sicurezza necessaria

## Consulenza
La Consulente del portare è una figura formata da corsi specializzati di Babywearing che aiuta le mamme e i papà a scegliere fasce o supporti ergonomici adatti alle loro esigenze e a quelle del bambino. La consulenza può essere individuale o di gruppo ed è un’occasione di confronto e condivisione. La consulente, in questi incontri, mostra le fasce (elastica, rigida, ring) e come poter eseguire le corrette legatura. I supporti ergonomici (marsupi) sono studiati rispettando la fisiologia del bambino e del genitore in modo da distribuire il peso  (alleggerendo il carico su schiena, spalle, ginocchia) e non causare la displasia dell’anca al bambino. La consulenza permette di avere tutte le informazioni necessarie per poter scegliere il supporto più adatto e che rispetti la fisiologia del bambino e della mamma o del papà.
Oltre i consigli pratici, la consulente accompagna il genitore in questo percorso aiutandolo in una pratica di accudimento antica, ma che si sta riscoprendo, perché attraverso il contatto fisico vengono soddisfatti i bisogni del bambino e si sviluppa empatia nei suoi confronti.